# Осело, Мишель
Мише́ль Осело́ (фр. Michel Ocelot, 27 октября 1943, Вильфранш-сюр-Мер, Франция) — французский режиссёр, сценарист, художник, продюсер мультипликационного кино. Представитель «новой волны» французской анимации. Лауреат международных и национальных кинофестивалей, кавалер ордена Почётного легиона, командор ордена Искусств и литературы.
Профессор Висконсинского университета в Мадисоне, доктор философии Ричард Ньюперт в своей книге об истории французской мультипликации назвал Мишеля Осело наиболее значительным аниматором Франции после Эмиля Коля. Творчеству режиссёра посвящена небольшая книга «Мишель Осело, мультипликационный гений, мастер на все руки» кинокритика Оливье Демая, вышедшая во Франции в 2017 году.

## Биография
Родился в семье учителей. Провёл детство в столице Гвинеи, Конакри, а юношеские годы — в Анже во Франции. После обучения в Школе изящных искусств в Анже, в Парижской государственной высшей школе декоративного искусства и в Калифорнийском институте искусств стал работать в сфере мультипликационного кино. О своей карьере режиссёр рассказывал: «Я начинал карьеру без гроша в кармане и поначалу снимал только те фильмы, для которых не нужен бюджет. Понемногу пришла слава, деньги появились, и я стал набрасываться на все технические возможности, которые отныне были в моём распоряжении».

## Короткометражные фильмы
Первыми работами режиссёра в мультипликации стали силуэтные короткометражки. Первый короткометражный фильм «Трое изобретателей» (1980, фр. «Les Trois Inventeurs») Осело вырезал из бумажных салфеток. Фильм был номинирован на Сезар, удостоился награды Британской академии кино и телевидения (англ. BAFTA). За другую короткометражку — «Легенда о бедном горбуне» (фр. «La Légende du pauvre bossu») в 1982 году он получил премию Сезар в номинации «Лучший короткометражный анимационный фильм». Английский аниматор, режиссёр и сценарист кукольной анимации для телевидения, а также дизайнер и режиссёр театра и кино Барри Первс отмечал, что Мишель Осело в своих ранних фильмах иначе, чем основательница силуэтной мультипликации Лотта Райнигер, использовал персонажей, вырезанных из бумаги. Рейнигер использовала тёмные силуэты, которые чётко вырисовываются на светлом фоне, его часто составляли разные уровни, отличающиеся друг от друга оттенком цвета, что создавало глубину пространства. В ранних фильмах Мишеля Осело использовались персонажи белого цвета на тёмном или цветном фоне. Барри Первс писал, что работы обоих мультипликаторов «невероятно красивы».

## Переход к сериалам и полнометражным фильмам

### Фильмы о принцах и принцессах
В 1988 году близкий друг Осело мультипликатор Жан-Франсуа Лагиони помог ему снять серию короткометражных фильмов на студии La Fabrique. Проект Осело включал восемь короткометражных фильмов для телевидения по 11 минут каждый. Сериал получил название «Почти кино» (фр. «Ciné si»). Юноша и девушка встречаются время от времени в бывшей киностудии с её пожилым сотрудником. Там они сочиняют короткие сюжеты, подбирают костюмы и разыгрывают в лицах сценки, где играют принца и принцессу. В последнем эпизоде происходит магический обмен телами, в котором герои сначала на время превращаются в различных животных, а затем оказываются в телах друг друга — прекрасный принц оказывается внутри тела своей невесты, а принцесса — в теле принца.
Сериал был снят, по выражению кинокритика, «без денег», с использованием двух камер, нескольких листов стекла, бумаги для рисования, а также пары осветительных приборов, приобретённых в хозяйственном магазине. Сериал был показан по телевидению в 1989 году и на нескольких кинофестивалях. Один из его эпизодов «Принцесса бриллиантов» был номинирован за премию Сезар. Полнометражный мультипликационный фильм Мишеля Осело «Принцы и принцессы» (2000, в него вошли шесть эпизодов сериала «Почти кино», перенесённые на плёнку 35 мм и заново озвученные) породил в европейской анимации моду на «силуэтное кино» (Энн Дугган называет режиссёра в этом фильме продолжателем традиций Лотты Райнигер). Было продано более 200 000 DVD этого фильма.
В 1992 году Осело снял короткометражный силуэтный фильм «Сказки на ночь» для французского телевидения. Спустя 19 лет он создал полнометражный мультипликационный фильм «Сказки на ночь»(2011), который стал первым анимационным фильмом 3D, оказавшимся в конкурсной программе Берлинского фестиваля. Как и в сериале «Почти кино», в маленьком кинотеатре встречаются юноша, девушка и автор. Они обсуждают сюжеты будущих фильмов. Шесть сказок рождаются на глазах зрителей фильма. В «Сказках на ночь» Осело внедряет двухмерных силуэтных героев в трёхмерное пространство. Лариса Малюкова определяла мир мультфильма как «театр теней, нарочитый примитив, наивное искусство», существующее в «многоцветном углублённом фоне, словно в многослойных декорациях на театральной сцене». Действие эпизодов фильма происходит в Европе, Египте, Японии, а также в странах Карибского бассейна, Мексике и Африке. Продолжением цикла о принцессах и принцах стал среднеметражный фильм «Иван-царевич и переменчивая принцесса», снятый в 2016 году.

### Фильмы о Кирику

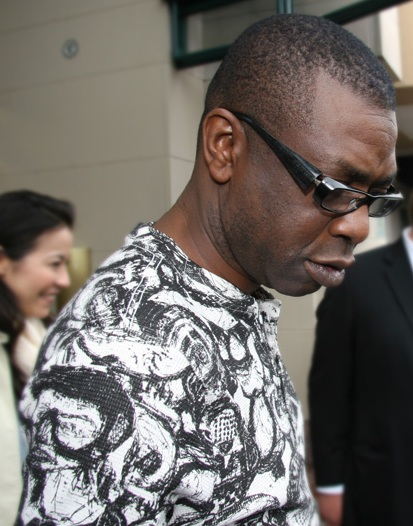
Йуссу Н’Дур — автор саундтрека к «Кирику и колдунья»

Наиболее известный фильм режиссёра — «Кирику и колдунья» (1998). Он рассказывает о приключениях африканского мальчика. Профессор Ньюперт отмечал, что история Кирику соответствует особенностям африканского «деревенского кино», это — вечная история, никак не связанная с реалиями колониального прошлого континента. Узнав о злобной Колдунье, которая высушила родник и уничтожила мужчин в деревне (на самом деле, как потом выяснится, она превратила их в маленькие смешные фигурки), герой фильма берёт на себя миссию борьбы со злом. Энн Дугган отмечала, что в сказке Осело нет абсолютизации зла: Колдунья злая из-за причиняющего боль шипа в позвоночнике (виновниками её страданий стали будущие жертвы Колдуньи), который является одновременно источником её магических способностей. Когда Кирику удаляет шип, Колдунья превращается в добрую женщину, и Кирику — во взрослого мужчину. Дунган отмечала, что эта тема возвращается в «Ведьме» (фр. «La sorcicre»), одном из эпизодов фильма «Принцы и принцессы» (2000).
Сюжет фильма основан на книге «Сказки буша», созданной более чем за полвека до этого, в 1921 году, Андре Давесном и Жозефом Гуэном. Осело внёс изменения в африканскую сказку о Кирику и изменил финал в стиле «западного постфрейдистского либерализма». Африканский оригинал был, по мнению режиссёра, посредственным: герой был сильным и высоким, владел магическими способностями, он просто убил колдунью. Джессика Тиффин отмечала, что на самом деле визуальное решение фильма находится под влиянием творчества Анри Руссо и египетского искусства и не соответствует месту его действия — «чернокожей» Африке. Слегка абстрактный графический стиль соответствует теме детской народной сказки. Монохромные едва намеченные фигуры людей и животных расположены на фоне богато детализированных и разноцветных фонов, каждое растение которых нарисовано с чрезвычайной точностью.
Фильм вызвал ожесточённые споры. Главный герой был представлен обнажённым мальчиком, который находится на протяжении почти всего фильма среди женщин топлес, а большая часть ожидаемой аудитории должна была быть семейной. Дистрибьюторы в Великобритании и США отказывались от проката фильма из-за опасений цензуры. Критики указывали не только на наготу персонажей, но и на возможность педофильской трактовки. Фильм был поставлен европейцем, но изображал обнажённых африканцев, которые к тому же суеверны и глупы. Это вызвало протест левых организаций. Только одни поиски финансирования спорного фильма заняли два года. Ещё четыре года заняло его производство. Приняли участие восемь сопродюсеров и киностудии пяти стран. Фильм был озвучен в Дакаре, музыку записал будущий министр культуры Сенегала Йуссу Н’Дур, а работа над анимацией шла в Париже, Ангулеме, Брюсселе, Будапеште, Люксембурге и Риге. В одной Франции было продано 1,5 миллиона билетов на фильм.
Почти 50 стран купили права на показ сиквела этого фильма — «Кирику и дикие звери» (2005). Количество его зрителей в кинотеатрах достигло 1,8 миллиона только в одной Франции. Дети младшего возраста (до 10 лет) составляли 40 % зрительской аудитории, хотя обычно эта цифра для детской анимации составляет 20—25 %. Заключительным фильмом серии о Кирику стал фильм «Кирику и мужчины и женщины», вышедший в прокат в 2012 году. Первая часть трилогии основана на линейно разворачивающемся сюжете, две других состоят из серии короткометражных фильмов (четыре — во второй части и пять — в третьей).

### «Азур и Азмар»
Фильм «Азур и Азмар» (2006), созданный при участии Франции, Италии, Испании и Бельгии, принёс режиссёру коммерческий успех. Он собрал в прокате почти двадцать два миллиона долларов. Богач христианин Азур и бедняк мусульманин Азмар, чья мать была няней Азура, путешествуют по волшебному миру в поисках таинственной страны Феи Джиннов (они ставят задачу спасти её). Совершая подвиги, они совершенствуют себя. Кинокритик Лариса Малюкова отмечала, что «несмотря на изобилие изобразительной и философической символики, фильм оставляет ощущение прямолинейного, почти публицистического месседжа — о братстве людей разной крови. К тому же компьютерная обработка высушила и уплощила изображение». Режиссёр в создании фильма опирался на арабские мозаичные традиции для орнаментов, использовал североафриканские музыкальные мотивы. Для создания персонажей использовалась компьютерная программа 3D (режиссёр писал: «На одежде я отказался от светотени, так как я не одержим тканями. Я сохранил, однако, тонкое моделирование для лица и рук»), но большая часть фильма, включая фоны, была нарисована от руки, что создаёт «живое напряжение» между плоскостью и объёмом. Один из художественных критиков, Ален Бергала отмечал, что Осело использовал доренессансное представление о пространстве и две, с точки зрения современного человека, «несовместимые перспективные системы в одном фильме». Сам режиссёр соглашался, что фильм ориентировался на пространственное восприятие XV века, когда ощущение глубины и освещения были интуитивными.

### Фильм «Дилили в Париже»
В 2018 году в прокат вышел фильм Мишеля Осело «Дилили в Париже». Кинокритик американского киножурнала The Hollywood Reporter назвал его «приятным осмысленным путешествием по истории французской культуры» и утверждал, что фильм можно использовать как «образовательный инструмент для изучения основных течений французского искусства, музыки и литературы конца XIX — начала XX веков». Фильм рассказывает о девочке Дилили, которая прибывает в Париж из Новой Каледонии (французской территории в южной части Тихого океана) и оказывается втянутой в водоворот загадочных событий, связанных с похищением детей. В расследовании, которое начинает девочка, её сопровождает мальчик-разносчик, который знакомит юного детектива с самыми крупными деятелями культуры этого времени от Марии Кюри до Марселя Пруста, от Луи Пастера до Тулуз-Лотрека. Осело размещает своих 2D-персонажей перед фотографически реалистичными фонами Парижа и его окрестностей, большое внимание уделяет архитектурным памятникам, старинным улицам, оригинальным плакатам и витринам. Будучи единственной чернокожей девочкой в Париже, Дилили становится как объектом презрения (некоторые парижане называют её «обезьяной»), так и любопытства, особенно когда она говорит на своём безупречно правильном французском языке.

## Обращение к музыкальному видео
В 2007 году Осело снял видеоклип для исландской певицы Бьорк «Земные злоумышленники» (англ. «Earth Intruders»). Фоном действия в клипе является тонированное лицо Бьорк, которая поёт с закрытыми глазами. На переднем плане большая группа силуэтов туземцев танцует под её пение. Видео заканчивается тем, что лицо Бьорк медленно исчезает, а её глаза раскрываются. Фильм был снят в сжатые сроки в смешанной технике: видеосъёмка живых танцоров, силуэтная мультипликация, 3D, традиционная анимация и другие спецэффекты. Певица предоставила режиссёру полную свободу творчества. Осело утверждал, что реакция Бьорк на клип «была восторженной». Впервые клип был представлен во время шоу «Великий журнал»  на французском телеканале Canal+ 17 апреля 2007 года. Клип был номинирован на ежегодную премию, вручаемую британским музыкальным журналом Q Awards в 2007 году в категории «Лучшее видео».

## Особенности творческого стиля

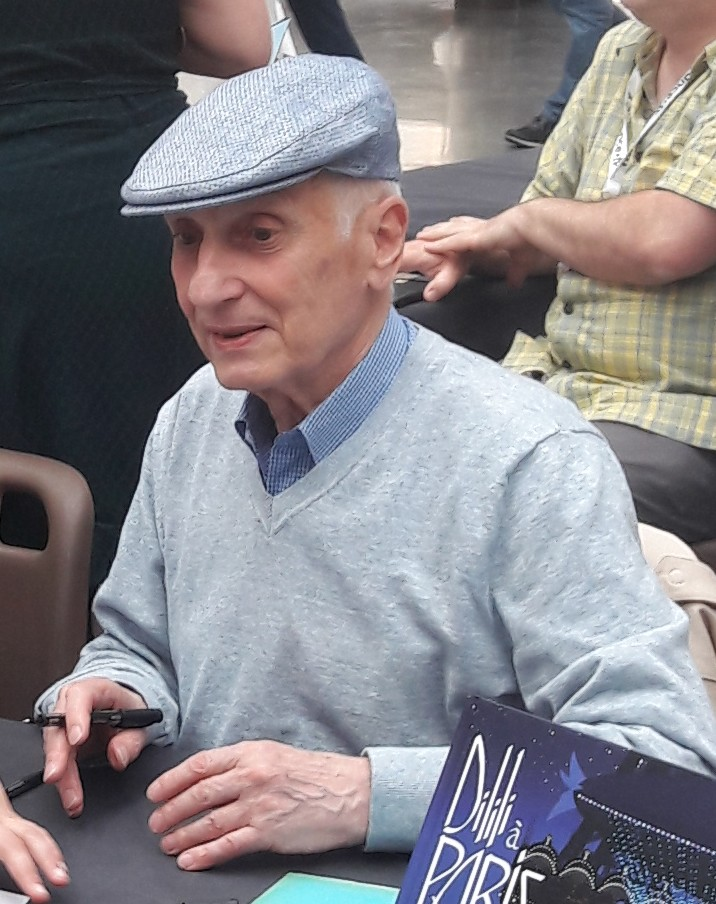
Мишель Осело на Международном фестивале анимационных фильмов в Анси, 2019

Режиссёр признавался в интервью, что предпочитает смотреть короткометражные мультфильмы. Среди его любимых: «Жил-был пёс» и другие работы Эдуарда Назарова, мультфильмы Юрия Норштейна и Франчески Ярбусовой, мультфильмы Нины Шориной, особенно — «Пудель». О своём творчестве он говорил: «…Я всегда был независимым. Я никогда не пытался подражать японцам и американцам, хотя мне нравится их работа».
В своих фильмах Мишель Осело выступает в качестве сценариста, режиссёра, художника, дизайнера, аниматора и монтажёра. Режиссёр говорит о своей работе: «Я — часовщик. Я — единственный, кто знает все колёса в часовом механизме. Никто не имеет права вмешиваться». Профессор Энн Дугган высказывала мнение, что Мишель Осело, как и некоторые другие французские аниматоры, сознательно вступал в спор с Уолтом Диснеем через кустарный способ производства своих мультфильмов, сложные сюжетные линии, живописно анимированные кадры, интеграцию в сюжет важных политических, философских и социальных вопросов.
Как сценарист Осело обычно использует старые, широко известные сюжеты и пытается по новому переосмыслить их. Он говорит: «Я играю с шарами, которые бесчисленные жонглёры уже использовали на протяжении многих веков. Эти шары, которые передаются из рук в руки, не новые. Но моя игра происходит сейчас, и я не знаю, чем она обернётся». Фильмы режиссёра часто представляют собой серию различных сюжетов. Осело отмечал, что работа над сценарием мультфильмов протекает у него достаточно быстро: «Будто персонажи шепчут мне на ухо свои реплики, а я тут же их записываю». При монтаже он сам озвучивает все роли, чтобы «примерить» диалоги, и только потом приглашает артистов для окончательной озвучки. Об этой стадии он утверждал: «На этот момент я чувствую, что тяжёлая работа сделана, а остальное — лёгкая прогулка».
Профессор Джаннальберто Бендацци отмечал, что работы Осело — не педантичные фильмы, которые душат зрителей напоминаниями о морали и долге. Напротив, они возвращаются к классической сказочной форме. В его фильмах нет положительных героев или злодеев. Режиссёр не снабжает персонажей ярлыками и не превращает их в карикатуры. По мнению Бендацци, режиссёр исходит из интеллектуального настроя аудитории, достигает своей цели, обращаясь к сердцу зрителя.
Искусствовед Лариса Малюкова охарактеризовала его стиль как «замысловатый микст древнегреческой керамики, древнеегипетских канонов, изысканных книжных гравюр Хокусая, иллюстраций британцев Артура Рэкема и Хита Робинсона», а также утончённого стиля Обри Бёрдслея. Принесла известность режиссёру силуэтная анимация. Плоские фигуры при использовании такой техники вырезаются из бумаги (иногда — фотографической), картона, ткани или тонких листов металла, а затем накладываются на целлулоидную плёнку или стекло. Для каждого следующего кадра мультипликатор едва заметно меняет их положение. Мишелю Осело нравится «доморощенность» работы с бумагой. При этом режиссёр использует и современные технологии: компьютер, 3D, стереокино. В виртуальном пространстве он стремится сохранить текстуру бумаги, ткани или каменного барельефа. Для силуэтной техники в компьютере вместо вырезанных силуэтов Осело используют либо отсканированные изображения, либо векторную графику. Каждый кадр режиссёр превращает в картину — украшает орнаментами и сложными узорами.

## Государственные награды
- Орден Почётного легиона степени кавалера (10 апреля 2009)[5].
- Орден Искусств и литературы степени командора (25 сентября 2017)[6].

## Фильмография (режиссёр полнометражного мультипликационного кино и сериалов)
| Year      | Название                                                                                   | Формат                                                             | Особенности                          | Награды |
| --------- | ------------------------------------------------------------------------------------------ | ------------------------------------------------------------------ | ------------------------------------ | --- |
| 1976      | «Приключения Гедеона» (фр. «Les Aventures de Gédéon»)                                      | ТВ-сериал, 60 эпизодов по 5 минут, Франция                         | Рисованная анимация                  | |
| 1983      | «Бесчувственная принцесса» (фр. «La princesse insensible»)                                 | ТВ-сериал, 13 эпизодов по 4 минуты, Франция                        | Смешанная техника                    | Приз зрителей на Международном кинофестивале в Оденсе 1985 |
| 1989      | «Почти кино» (фр. «Ciné si»)                                                               | ТВ-сериал, 8 эпизодов по 11 (по другим данным — 12) минут, Франция | Силуэтная мультипликация             | Приз FIPRESCI на Международном кинофестивале в Оденсе 1991 за эпизод «Манто старой леди» (фр. «Le Manteau de la vieille dame»), Приз OIAF Международного фестиваля анимации в Оттаве 1990 за эпизод «Принцы и принцессы» |
| 1998      | «Кирику и колдунья» (фр. «Kirikou et la sorcière»)                                         | 71 минут, Франция, Бельгия, Люксембург                             | Традиционная анимация                | Гран-при Международного фестиваля анимационных фильмов в Анси 1999 и десять других наград кинофестивалей |
| 2000      | «Принцы и принцессы» (фр. «Princes et princesses»)                                         | 70 минут, Франция                                                  | Силуэтная анимация                   | Приз детского жюри и взрослого жюри на Международном фестивале детского кино в Чикаго 2001, другие призы и номинации международных кинофестивалей                                                                        |
| 2005      | «Кирику и дикие звери» (фр. «Kirikou et les bêtes sauvages»)                               | 75 минут, Франция                                                  | Традиционная анимация                | Приз детского жюри на Международном фестивале детского кино в Чикаго 2006 |
| 2006      | «Азур и Азмар» (фр. «Azur et Asmar»)                                                       | 99 минут, Франция, Бельгия                                         | Компьютерная и традиционная анимация | Многочисленные номинации международных кинофестивалей (Каннский, в Анси, Сезар, Гойя), Приз детской аудитории на Кинофестивале в Мюнхене                                                                                 |
| 2010—2011 | «Драконы и принцессы» (фр. «Dragons et Princesses»)                                        | 10 серий по 13 минут. Телевизионный сериал Canal+                  | Силуэтная и компьютерная анимация    | Специальный приз за эпизод «Мальчик, который никогда не лгал» (фр. «Le garçon qui ne mentait jamais») Международного фестиваля анимационных фильмов в Анси 2010                                                          |
| 2011      | «Сказки на ночь» (фр. «Les contes de la nuit»)                                             | 84 минуты, Франция                                                 | Силуэтная и компьютерная анимация    | Номинация на Золотого медведя на Берлинском международном кинофестивале |
| 2012      | «Кирику и мужчины и женщины» (фр. «Kirikou et les Hommes et les Femmes»)                   | 88 минут, Франция                                                  | Компьютерная анимация                | Номинация на Сезар 2013 в категории «Лучший анимационный фильм» |
| 2016      | «Иван Царевич и переменчивая принцесса» (фр. «Ivan Tsarévitch et la princesse changeante») | 53 минуты, Франция                                                 | Компьютерная анимация                | Номинация на приз Молодёжного жюри на Международном кинофестивале в Сиэтле |
| 2018      | «Дилили в Париже» (фр. «Dilili in Paris»)                                                  | 95 минут, Франция, Германия, Бельгия                               | Компьютерная анимация                | Сезар 2019 — Победитель в номинации «Лучший анимационный фильм», номинация в категории «Лучший полнометражный фильм» на Международном кинофестивале в Каталонии в Сиджесе                                                |
| 2022      | «Фараон, Дикарь и Принцесса» (фр. «Le Pharaon, le Sauvage et la Princesse»)                | 83 минут, Франция, Бельгия                                         | Компьютерная анимация                | На Международном фестивале анимационных фильмов в Анси в 2022 году, Осело получил «Cristal d'honneur» за всю свою карьеру.                                                                                               |

## Комментарии
1. ↑  Профессор Наньянского технологического университета в Сингапуре и Миланского университета Джаннальберто Бендацци в третьем томе своей «Всемирной истории анимации» без ссылок на источник происхождения информации называет «Осело» псевдонимом, превратившимся с течением времени в новую фамилию режиссёра (англ. «Ocelot is a pseudonym that was eventually recognized as an official surname by the French state») — Bendazzi G. Michel Ocelot // Animation: A World History. — CRC Press, 2015. — Т. III: Contemporary Times. — С. 105. — 416 с. — ISBN 978-1317-5198-81..